# Panday
Panday é uma telenovela filipina produzida e exibida pela ABS-CBN, cuja transmissão ocorreu em 2005.

## Elenco
- Jericho Rosales - Tristan/Panday
- Heart Evangelista - Eden/Camia
- Victor Neri - Lizardo
- Nante Montreal - Tata Selo
- Julio Pacheco - Utoy